# Aquilegia lactiflora
Aquilegia lactiflora és una espècie de planta fanerògama que pertany a la família de les ranunculàcies.

## Morfologia
A. lactiflora té les seves tiges de 40 a 80 cm d'alçada, pubescent o glandular pubescent, ramificat apicalment. Té fulles basals entre una ternada o biternades; el seu pecíol fa fins a 20 cm; el limbe foliar és per sota pubescent, per sobre subglabre; els folíols laterals són obliquament obovats, desigualment dividits en dues parts; el folíol central cuneïforme i obovat, d'1 a 2 × 1 a 2 cm, dividit en tres parts i segments amb 1 a 3 dents obtusos. A la tija en té dues fulles o diverses fulles. Fan inflorescències cimoses de dues a diversos flors; les bràctees són lineals d'uns 5 mm. Les flors són pendulars d'uns 2,5 cm de diàmetre. El seu pedicel fa entre 1,5 a 6 cm. Els sèpals són de color blanc, lanceolats i oblongs, d'1,4 a 2 × uns 0,5 cm, pubescents, i àpex agut. Els pètals són de color blanc, de vegades tenyits de groc, suberectes, cuneïformes i oblongs, de 7 a 10 mm, l'àpex és arrodonit; l'esperó de la flor fa entre 1,5 a 2,2 cm, lineal o apical lleugerament corbat. Els estams són gairebé fins a una mica més llargs que els pètals, tenen unes anteres grogues, oblongues, entre 1 a 1,5 mm. Té 5 o 6 pistils, densament peluts i glandulars. Els fol·licles fan entre 1,3 a 1,5 cm i els seus estils són persistents entre 6 a 7 mm. Floreix entre juny i agost.

## Distribució i hàbitat
La distribució natural d'Aquilegia lactiflora es troba al nord-oest de província xinesa de Xinjiang i al Kazakhstan i a Rússia i creix en vessants coberts d'herba.

## Taxonomia
Aquilegia lactiflora va ser descrita per Grigorij Silyč (Gregor Silič (Silitsch Siliovitsch)) Karelin i Ivan Petrovich ('Johann') Kirilov i publicat a Bulletin de la Société Impériale des Naturalistes de Moscou 14: 374, a l'any 1841.
Etimologia
Aquilegia: nom genèric que deriva del llatí aquila = "àguila", en referència a la forma dels pètals de la qual se'n diu que és com l'urpa d'una àguila.
lactiflora: epítet llatí que significa "flor lletosa".
Basiònim
- Aquilegia vulgaris subsp. lactiflora (Kar. & Kir.) Brühl[2]